# 餅乾民調
餅乾民調（英語：Cookie poll）是一種美國獨特的選舉預測方法，透過分析與特定候選人相關餅乾的銷售數據來推測選舉結果。
在進行餅乾民調時，糕點店會提供裝飾有候選人姓名、圖像或其候選人所屬政黨代表色的甜點。顧客可以透過線上或實體店面購買代表他們支持的候選人的餅乾，每位顧客購買數量不限，且每塊餅乾代表1票。糕點店會根據根據銷售數據來預測選舉結果。為了確保公平性與準確性，餅乾民調僅在雙方候選人所代表的餅乾均有售賣的情況下才被視為有效；若某一候選人的餅乾供應耗盡至某一程度後，糕點店將停止進行此項民調。
這種民調並非基于科学方法，且除了消費者的習慣外，未對其他的因素進行控制。然而，美國各地的許多糕點店聲稱在過去幾次選舉中成功預測結果， 例如，俄亥俄州的一家店號稱準確預測了九次選舉結果。其他糕點店則將此作為鼓勵選民參與投票的平台。

## 歷史背景
1984年，俄亥俄州的博斯肯麵包店（英語：Busken Bakery）開始進行餅乾民調，並在多次選舉中展示了其預測的準確性。這一方法最初是為了娛樂目的，但隨著時間的推移，逐漸演變為一種備受關注的非正式民調工具。自1984年以來，該麵包店幾乎每次都成功預測了選舉結果，唯獨2020年例外。當年的餅乾民調顯示川普領先，但最終拜登贏得了總統大選。
2008年，賓夕法尼亞州的蘿修烘焙坊（英語：Lochel’s Bakery）推出印有兩黨總統候選人名字的餅乾，該想法源自2008年與顧客的玩笑。根據過往的餅乾民調的結果顯示，售出較多的候選人餅乾通常較可能在選舉中獲得更多選票。蘿修烘焙坊在過去的四次大選中，曾三次成功預測選舉結果，唯2020年未能準確預測。
2024年9月23日，根據博斯肯麵包店的數據，代表川普的餅乾銷售量達到2953塊，占銷售量的54%；代表賀錦麗的餅乾則售出2134塊，占銷售量的39%。此外，象徵獨立候選人的笑臉餅乾也售出397塊，占總銷量的7%。此民調將持續至2024年11月5日的選舉日。
2024年10月17日，根據蘿修烘焙坊的數據，川普餅乾的銷量達到8209塊，而賀錦麗餅乾則僅售出580塊。